# Жлезиста слабонога
Жлезистата слабонога (Impatiens glandulifera) е едногодишно растение от семейство Слабоногови.
Видът произлиза от Хималаите, но благодарение на хората днес се среща почти из цялото Северно полукълбо и се счита за инвазивен вид.

## Описание
Растението обикновено достига 1 – 2 метра височина. Има меко зелено стебло с червени примеси и изострени листа с дължина 5 – 23 cm. Смачканата му зеленина има силна характерна миризма. Под дръжките на листата се намират жлези, които произвеждат лепкав, ядлив нектар със сладка миризма. Цветовете са розови, с форма на качулка и достигат 3 – 4 cm дължина.
След като разцъфне между юни и октомври, растението образува семенни шушулки с дължина 2 – 3 cm, които се пръсват при раздразнение, като по този начин семената могат се изстрелят на разстояние до 7 m.
Зелените шушулки, семената, листата и издънките са все ядливи. Цветовете могат да се направят на конфитюр или парфе.

## Разпространение
Жлезистата слабонога произлиза от Хималаите, по-точно от областта между Кашмир и Утаракханд. Там се среща на надморска височина между 2000 и 2500 m, макар да е докладвано и на височина до 4000 m.
В Европа, растението е интродуцирано за пръв път през 1839 г. във Великобритания, където процъфтява около реките. В днешно време може да се намери почти навсякъде на континента. Видът се среща и в Северна Америка (САЩ и Канада). В Нова Зеландия се среща в близост до реки и мочурища.
В България се среща в западните части на Стара планина и Родопите.